# Nuova Slesia
La Nuova Slesia (in tedesco Neuschlesien o Neu-Schlesien; in polacco: Nowy Śląsk) fu una provincia del Regno di Prussia dal 1795 al 1807.
Fu creata dai territori annessi al Regno di Prussia con la terza spartizione della Polonia.